# Forus Næringspark
Forus Næringspark AS er et offentlig ejet selskab som udvikler og tilrettelægger erhvervsgrunde ved Forus-området på Nord-Jæren. Selskabet er ejet af Sandnes kommune (49%), Stavanger kommune (49%) og Sola kommune (2%).
Erhvervsparken ligger ved skæringspunktet for de tre ejerkommunene, i Forus, Jåttå og Godeset i Stavanger, Røyneberg i Sola, og i Stokka i Sandnes.